# Фелікс Цваєр
Фе́лікс Цваєр (нім. Felix Zwayer; нар. 19 травня 1981 року, Берлін, Німеччина) — німецький футбольний арбітр.

## Кар'єра
Свою кар'єру судді розпочав у 2004. З 2007 судить матчі другої Бундесліги, з сезону 2009/10 регулярно судить матчі Бундесліги, дебютним став матч 15 серпня 2009 між командами Ганновер 96 та Майнц 05. 
Фелікс арбітр ФІФА з 2012 року. На міжнародній арені дебютував у Лізі Європи УЄФА 2012—2013, а також судив матчі чемпіонату Європи серед юнацьких збірних U-19 2013. На юнацькому чемпіонаті судив такі матчі:
- Іспанія — Португалія 1:0
- Франція — Сербія 1:1

З 2013 обслуговує матчі національних збірних зони УЄФА.
Влітку 2015 обслуговував матчі молодіжного чемпіонату світу в Новій Зеландії.
21 лютого 2016 Цваєр вилучив з поля головного тренера клубу «Баєр 04» Роджера Шмідта в матчі проти дортмундської «Боруссії». Через супротив з боку Роджера Шмідта гру зупинили на вісім хвилин.
30 квітня 2018 Цваєр був обраний ФІФА, як відеоасистентом арбітра на чемпіонат світу 2018 року.
У листопаді 2020 арбітра залучив комітет УЄФА через оскарження рішення одного з епізодів матчу Ліги чемпіонів між французьким «Ренном» та англійським «Челсі». Це рішення преса розглядає як одне з найбільш скандальних рішень судді цього року. Французький журналіст також повідомив, що ці рішення були прийняті на користь «Челсі», за участі УЄФА.

## Приватне життя
Фелікс працює брокером з нерухомості та проживає в Берліні.

## Матчі національних збірних
| Дата              | Збірні                                | Рахунок | Турнір                    | ЖК | YK · YK · RK | RK |
| ----------------- | ------------------------------------- | ------- | ------------------------- | -- | ------------ | -- |
| 1 червня 2012     | Австрія – Україна                     | 3 – 2   | Товариський матч          | 1  | 0            | 0  |
| 7 червня 2013     | Ісландія – Словенія                   | 2 – 4   | Кваліфікація ЧС 2014      | 5  | 0            | 0  |
| 15 жовтня 2013    | Литва – Боснія і Герцеговина          | 0 – 1   | Кваліфікація ЧС 2014      | 5  | 0            | 0  |
| 8 червня 2014     | Франція – Ямайка                      | 8 – 0   | Товариський матч          | 1  | 0            | 0  |
| 27 березня 2015   | Ліхтенштейн – Австрія                 | 0 – 5   | Кваліфікація ЧЄ 2016      | 2  | 0            | 0  |
| 4 вересня 2015    | Фарерські острови – Північна Ірландія | 1 – 3   | Кваліфікація ЧЄ 2016      | 3  | 1            | 0  |
| 6 вересня 2016    | Кіпр – Бельгія                        | 0 – 3   | Кваліфікація ЧС 2018      | 5  | 0            | 0  |
| 24 березня 2017   | Грузія — Сербія                       | 1 – 3   | Кваліфікація ЧС 2018      | 2  | 0            | 0  |
| 28 березня 2017   | Франція – Іспанія                     | 0 – 2   | Товариський матч          | 2  | 0            | 0  |
| 5 жовтня 2017     | Англія – Словенія                     | 1 – 0   | Кваліфікація ЧС 2018      | 5  | 0            | 0  |
| 7 вересня 2018    | Італія – Польща                       | 1 – 1   | Ліга націй УЄФА 2018—2019 | 3  | 0            | 0  |
| 20 листопада 2018 | Чорногорія – Румунія                  | 0 – 1   | Ліга націй УЄФА 2018—2019 | 9  | 0            | 0  |
| 24 березня 2019   | Уельс — Словаччина                    | 1 – 0   | Кваліфікація ЧЄ 2020      | 9  | 0            | 0  |
| 10 вересня 2019   | Англія – Косово                       | 5 – 3   | Кваліфікація ЧЄ 2020      | 5  | 0            | 0  |
| 15 жовтня 2019    | Греція – Боснія і Герцеговина         | 2 – 1   | Кваліфікація ЧЄ 2020      | 5  | 0            | 0  |